# ISERN
ISERN és una companyia catalana dedicada a la fabricació i la venda de tecnologia, aparells electrònics i electrodomèstics, amb seu a Vic (Osona). L'empresa va ser fundada l'any 1952 per Ramon Isern Oliver i s'organitza en dues àrees de negoci: ISERN Electrodomèstics, que és una cadena de botigues d’electrodomèstics, electrònica, informàtica i telefonia, i ISERN Medical Telecom, dedicada al desenvolupament de solucions de Tecnologies de la informació i la comunicació per a centres hospitalaris.

## Activitat
ISERN va iniciar la seva activitat l'any 1952, quan l'empresari Ramon Isern Oliver va obrir a Roda de Ter la botiga Radio Isern, dedicada al muntatge i la reparació d'aparells de Ràdio. Durant les dècades següents, amb l'eclosió dels transistors i dels primers electrodomèstics, Ràdio Isern va anar incorporant-hi nous productes. L'abril de 1969, es va produir la primera ampliació del local i, l'any 1975, va obrir al carrer Pont de Vic els seus primers grans magatzems. Posteriorment, la cadena de botigues va incorporar nous establiments a Vic(1982, 1983, 2010, 2012), a Roda de Ter (1989) i a Malla (1990). L’any 1980, l'empresa es va convertir en Societat anònima i va iniciar una profunda reestructuració.
L'any 1988, la companyia va expandir la seva activitat al sector de la Televisiói la Telefonia a les habitacions dels hospitals i, l’any següent, va equipar el primer centre, la Quinta de Salud La Alianza (Vic). En les tres dècades següents, sota la marca ISERN Medical Telecom, es va ampliar aquesta línia de negoci amb el desenvolupament de nous productes i patents, com ara sistemes per facilitar el cobrament dels serveis, televisors i telèfons específics per a hospitals.
El 2012 es va inaugurar a Vic la seu corporativa d'ISERN Medical Telecom, un recinte de 6.500 metres quadrats, que permetia unificar les instal·lacions centrals de l'empresa. La construcció i equipament del nou edifici va suposar una inversió de 6.000.000 € i es va construir sota criteris de Sostenibilitat, incorporant-hi elements tecnològics d’última generació i per a l’estalvi energètic.
La seu corporativa d'ISERN Medical compta amb una unitat pròpia de Recerca, desenvolupament i innovació (R+D+I), el Laboratori de Recerca i Desenvolupament de les Tecnologies de la Informació i Comunicació aplicades a la Sanitat (IDETICS).
L'any 2013 es va constituir ISERN Itàlia i, a partir de 2015, es va iniciar una nova línia centrada en el disseny i la fabricació de dispositius i programari per al personal de la salut. ISERN Medical Telecom s'ha convertit en un dels principals proveïdors de sistemes d'entreteniment i telecomunicacions per a hospitals al sud d'Europa, que dona servei a més de 25.000 llits hospitalaris d’Espanya i Itàlia.
La companyia col·labora amb hospitals, universitats i centres de recerca per desenvolupar solucions de tecnologia mèdica per crear des d'equips amb material antibacterià fins a dispositius i programari específics per al seu ús en entorns sanitaris.

## Reconeixements
- 2002 Cambra Oficial de Comerç, Indústria i Navegació de Barcelona: Premi 50è aniversari[10]
- 2010 INNOVACAT: 1r premi al millor projecte d'innovació, pel Projecte IDeTICS[11]
- 2016 Cambra Oficial de Comerç, Indústria i Navegació de Barcelona: Premi a la Trajectòria Empresarial a Ramon Isern, fundador de l'empresa[12]
- 2018 Unió Catalana d'Hospitals. Premi a la Innovació en Gestió Hospitalària[13]
- 2024 Cambra Oficial de Comerç, Indústria i Navegació de Barcelona, Creacció i Consell Empresarial d'Osona: Premi FEM DEO a la consellera delegada d'ISERN, Cristina Isern.[14]
- 2024 Generalitat de Catalunya: Premi Nacional de Comerç 2023[15]